# تیرانداز (فیلم ۲۰۰۵)
تیرانداز (به انگلیسی: The Marksman) یک فیلم ویدئویی آمریکایی اکشن محصول سال ۲۰۰۵ به کارگردانی مارکوس آدامز با بازی وسلی اسنایپس، ویلیام هوپ، اما سامس و آنتونی وارن است.
این فیلم در تاریخ ۶ سپتامبر ۲۰۰۵ در آمریکا به صورت  ویدئویی منتشر شد. و به طور کلی امتیازات بسیار ضعیفی را از منقدین کسب کرد.

## داستان
شورشیان چچن یک نیروگاه هسته‌ای روسی را تصاحب می‌کنند و این وظیفه‌ یک مامور مرموز (وسلی اسنایپس) است که آنها را متوقف سازد. 

## تولید
لوکیشن فیلم در بخارست، رومانی در ۴۹ روز بین ۱۶ اوت تا ۴ اکتبر ۲۰۰۴ فیلمبرداری شد.